# Harrogate (Tennessee)
Harrogate város az Egyesült Államok Tennessee államában, Claiborne megyében. Lakosainak száma 4400 fő (2020. április 1.).  Az azonos nevű angliai településről nevezték el.

## Népesség
A település népességének változása:
| Lakosok száma | 2865 | 4389 | 4400 |
|               | 2000 | 2010 | 2020 |

1. 1 2  2020. évi népszámlálás az Egyesült Államokban. 2020. évi népszámlálás az Egyesült Államokban . (Hozzáférés: 2022. január 1.)